# Bergs vatten (Högås socken, Bohuslän)
Bergs vatten är en sjö i Uddevalla kommun i Bohuslän och ingår i Bäveån-Örekilsälvens kustområde. Sjön är 4,5 meter djup, har en yta på 0,222 kvadratkilometer och är belägen 29,3 meter över havet.

## Delavrinningsområde
Bergs vatten ingår i det delavrinningsområde (647247-125685) som SMHI kallar för Rinner mot Kalvöfjord. Medelhöjden är 56 meter över havet och ytan är 19,11 kvadratkilometer. Det finns inga avrinningsområden uppströms utan avrinningsområdet är högsta punkten. Avrinningsområdets utflöde mynnar i havet, utan att ha någon enskild mynningsplats. Avrinningsområdet består mestadels av skog (57 procent), öppen mark (11 procent) och jordbruk (25 procent). Avrinningsområdet har 0,22 kvadratkilometer vattenytor vilket ger det en sjöprocent på 1,1 procent. Bebyggelsen i området täcker en yta av 1,01 kvadratkilometer eller 5 procent av avrinningsområdet.